# Gornji Macelj
Gornji Macelj falu Horvátországban Krapina-Zagorje megyében. Közigazgatásilag Đurmanechez tartozik.

## Fekvése
Krapinától 12 km-re, községközpontjától 8 km-re északra a Zagorje hegyei között, a szlovén határ mellett fekszik. Területének nagy részét erdő borítja. Itt lép be az A2-es autópálya Szlovéniából Horvátország területére.

## Története
A falunak 1910-ben 167 lakosa volt. Trianonig Varasd vármegye Krapinai járásához tartozott. 2001-ben a falunak 259 lakosa volt.

## Nevezetességei
Közúti határátkelőhely Szlovénia (Ptuj) felé.

## Külső hivatkozások
- Đurmanec község hivatalos oldala